# 104 Clímene
104 Clímene é um enorme e escuro asteroide da família Têmis. Isto provavelmente é ocasionado por grandes quantidades de Carbono em sua composição. Foi descoberto pelo astrônomo Canadense James Craig Watson, no dia 13 de setembro de 1868 e o nome Clímene são nomes de múltiplos personagens da mitologia grega.